# بالاشاندرا مينون
بالاشاندرا مينون هو منتج أفلام وكاتب سيناريو ومخرج وممثل هندي، ولد في 11 يناير 1954 في الهند. من الجوائز التي نالها جائزة الفيلم الوطني لأفضل ممثل ‏ وجائزة فيلم فير جنوب.

## جوائز
- جائزة الفيلم الوطني لأفضل ممثل [الإنجليزية]‏
- جائزة فيلم فير جنوب

## وصلات خارجية
- بالاشاندرا مينون على موقع IMDb (الإنجليزية)
- بالاشاندرا مينون على موقع قاعدة بيانات الفيلم (الإنجليزية)
- بالاشاندرا مينون على موقع كينوبويسك (الروسية)